# Nanushuk
La rivière Nanushuk est un cours d'eau d'Alaska, aux États-Unis située dans l'Alaska North Slope. C'est un affluent de la rivière Anaktuvuk elle-même affluent de la rivière Colville.

## Description
Longue de 100 milles (161 km), elle prend sa source dans les montagnes Endicott et coule en direction du nord pour rejoindre la rivière Anaktuvuk à 28 milles (45 km) à l'est d'Umiat.
Son nom eskimo a été référencée pour la première fois en 1901 par Peters et Schrader de l'United States Geological Survey.

## Sources
- (en) « Nanushuk », Geographic Names Information System